# Joanikije Lipovac

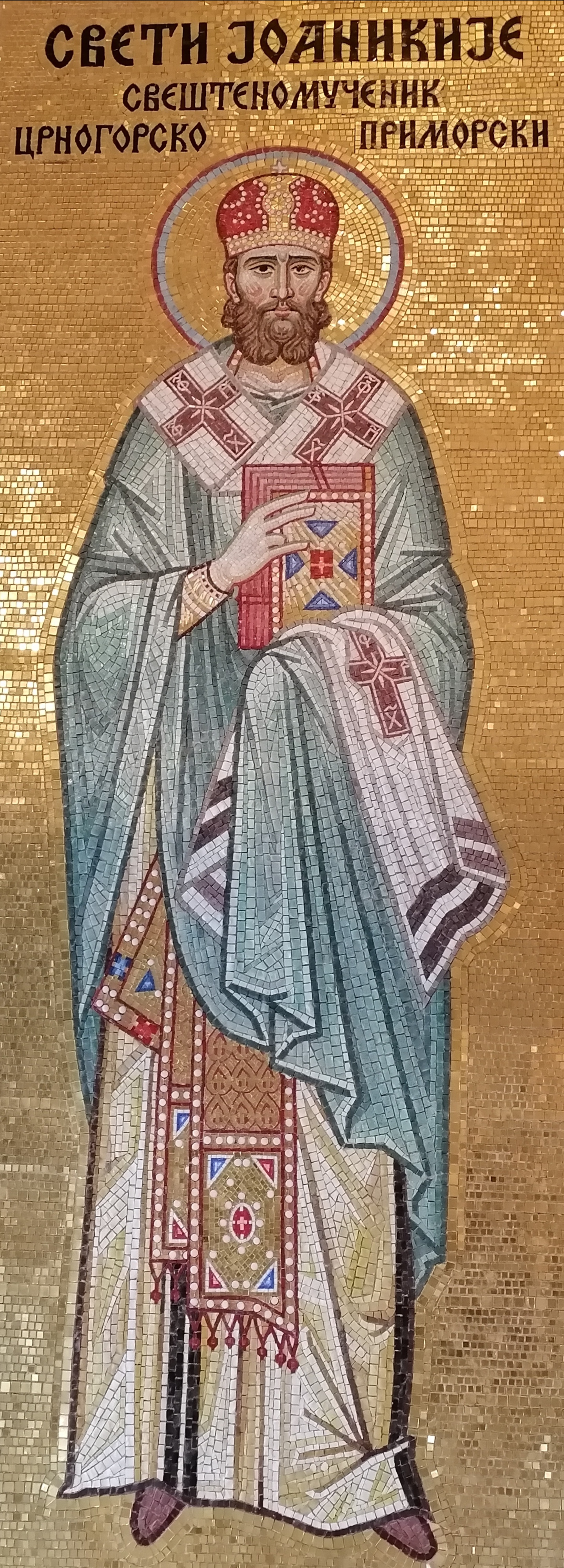
Joanikije

Joanikije (serbisch-kyrillisch Јоаникије, bürgerlich Јован Липовац/Jovan Lipovac; * 16. Februar 1890 in Stoliv, Bucht von Kotor; † 18. Juni 1945 in Bukovik bei Aranđelovac) war von 1940 bis 1945 der Metropolit der Metropolie von Montenegro und dem Küstenland. Joanikije war ein prominenter Unterstützer der großserbischen Tschetniks des Draža Mihailović und Kollaborateur der Nazis und der italienischen Faschisten im Zweiten Weltkrieg. Seit 1999 ist er ein Heiliger der Serbisch-Orthodoxen Kirche.

## Leben
Jovan Lipovac wurde als Sohn von Špiro und Marija (geborene Damjanović) Lipovac in Stoliv in der Bucht von Kotor, was damals zum Königreich Dalmatien in der Monarchie Österreich-Ungarn gehörte. Er besuchte die Grundschule in Prčanj und das Gymnasium in Kotor. Danach machte er einen Abschluss in Orthodoxer Theologie in Zadar und studierte Philosophie an der Universität Belgrad. Nach seiner Ordination diente er in Kotor und Lastva. Von 1925 bis 1940 war er Professor in Belgrad. 1939 wurde er zum Bischof der Eparchie Budim. Im folgenden Jahr wurde er zum Metropoliten von Montenegro und dem Küstenland ernannt.

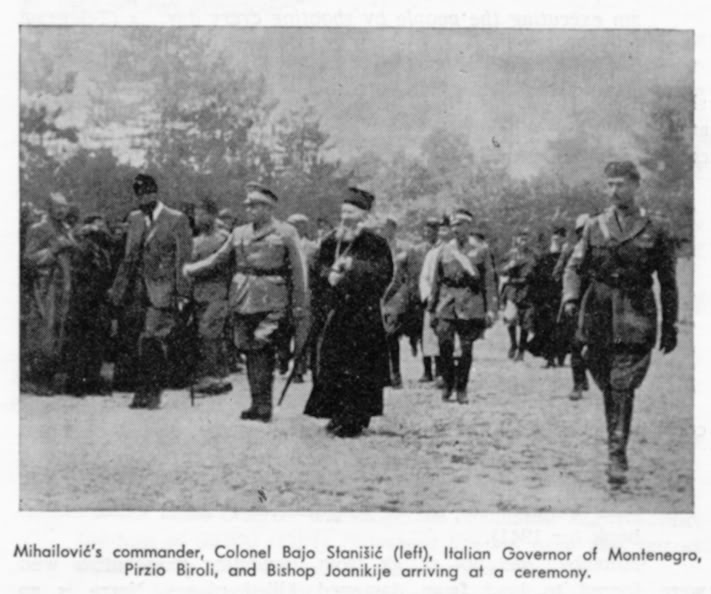
Der Tschetnik-Kommandeur Bajo Stanišić mit dem Gouverneur des italienisch besetzten Montenegro Pirzio Biroli und Joanikije auf dem Weg zu einer Zeremonie (1942)

Bald nach seinem Amtsantritt, brachte der April-Krieg 1941 den Zweiten Weltkrieg nach Jugoslawien. Montenegro wurde ein selbständiger Staat unter faschistischem Protektorat Italiens. Joanikije kollaborierte mit den Besatzungstruppen der Italiener und Deutschen und unterstützte die serbischen nationalistischen Partisanen (Tschetniks), die zuerst gegen die Besatzer und ihre Helfershelfer kämpften, danach aber mit den Besatzungstruppen kollaborierten.
Als sich abzeichnete, dass die Kommunisten den Krieg gewinnen und die Macht in Jugoslawien übernehmen würden, floh er 1945 als Anführer einer Gruppe von orthodoxen Priestern und montenegrinischen Tschetniks in Richtung Österreich. Die montenegrinischen Tschetniks wurden im Mai 1945 von jugoslawischen Partisanen gefangen genommen, welche innerhalb kürzester Zeit 56 orthodoxe Priester töteten, fast alle die mit Joanikije geflüchtet waren. Joanikije wurde am 12. Mai in der Nähe von Celje von serbischen Partisanen gefangen und nach Zagreb gebracht. Auf Befehl von Milovan Đilas wurde er nach Belgrad überführt. Am 18. Juni wurde Joanikije zusammen mit anderen seiner Gruppe bei Bukovik in der Nähe von Aranđelovac von Partisanen hingerichtet.